# Munizipalität Hamm
Die Munizipalität Hamm bzw. Mairie Hamm entstand 1808 im Zuge der Verwaltungsreform im französischen Satellitenstaat Großherzogtum Berg auf Gemeindeebene unterhalb der Ebene der Kantone. An der Verwaltungsspitze der Munizipalität Hamm stand der Maire Johann Friedrich Christian Spener, dem zwei Beigeordnete assistierten. Als Beratungsgremium fungierte der Munizipalrat.
Der Munizipalrat der Gemeinde Hamm war das kommunale Beratungsgremium, das bei der Neuorganisation der Kommunalverfassung im Großherzogtum Berg eingeführt wurde. In Hamm wurden die Mitglieder 1808 ernannt. Sie hatten lediglich beratende Funktion. An der Verwaltungsspitze stand – nach französischem Vorbild – der Maire, dem zwei Beigeordnete assistierten. Bei der Wiedereingliederung Hamms in das Königreich Preußen blieb die bergische Kommunalverfassung bestehen, aus dem Munizipalrat wurde lediglich der Gemeinderat. Dessen Mitglieder waren weiterhin – meist auf Lebenszeit – ernannt. Aus der Mairie bzw. der Munizipalität wurde eine preußische Bürgermeisterei. Erst nachdem am 30. Dezember 1834 der Westfälische Provinziallandtag die Einführung der Revidierten Städteordnung angekündigt hatte, fanden in Hamm 1835 erstmals Wahlen zum Gemeinderat statt.
Zur Munizipalität Hamm gehörten die eigentliche Stadt Hamm sowie Braam-Ostwennemar, Frielinghausen, Haaren, Mark, Norddinker, Schmehausen, Uentrop, Vöckinghausen und Werries.
1843 wurde aus dem ländlichen Teil der Bürgermeisterei Hamm das Amt Hamm, während die Stadt Hamm amtsfrei blieb.